# ديفيد إي. كيندال
ديفيد إي. كيندال (بالإنجليزية: David E. Kendall)‏ هو محامي أمريكي، ولد في 2 مايو 1944.